# Monanchora laminachela
Monanchora laminachela är en svampdjursart som beskrevs av Lehnert, Stone och Heimler 2006. Monanchora laminachela ingår i släktet Monanchora och familjen Crambeidae. Inga underarter finns listade i Catalogue of Life.